# 大部村 (香川県)
大部村（おおべそん）は、香川県小豆郡にあった村。

## 歴史
- 1890年2月15日 - 町村制施行に伴い、小豆郡大部村、小部村が合併し、大部村となる。
- 1957年7月1日 - 土庄町に編入。同日付で大部村が廃止。